# 三八
有限会社三八（さんぱ）は、徳島県徳島市に本社を置く飲食店を営む企業である。

## 概要
支那そば、徳島ラーメン等のラーメンを専門とするラーメン店。ラーメン屋を開業する以前は、アイスクリーム屋（有限会社岡田冷菓）を営んでいたが、冬はアイスクリームの売り上げがよくないことから1970年に三八本店を鳴門市に創業する。その名残で、現在でもソフトクリームを販売している。
三八という名の由来は詳しくはわかっていないが、創業者の先祖が鳴門の「三羽ガラス」のうちのひとりに称されて、その先祖が当時釣り鈎店を営んでおり、その屋号が「さんぱ」であったことから名づけられたという説がある。

## 沿革

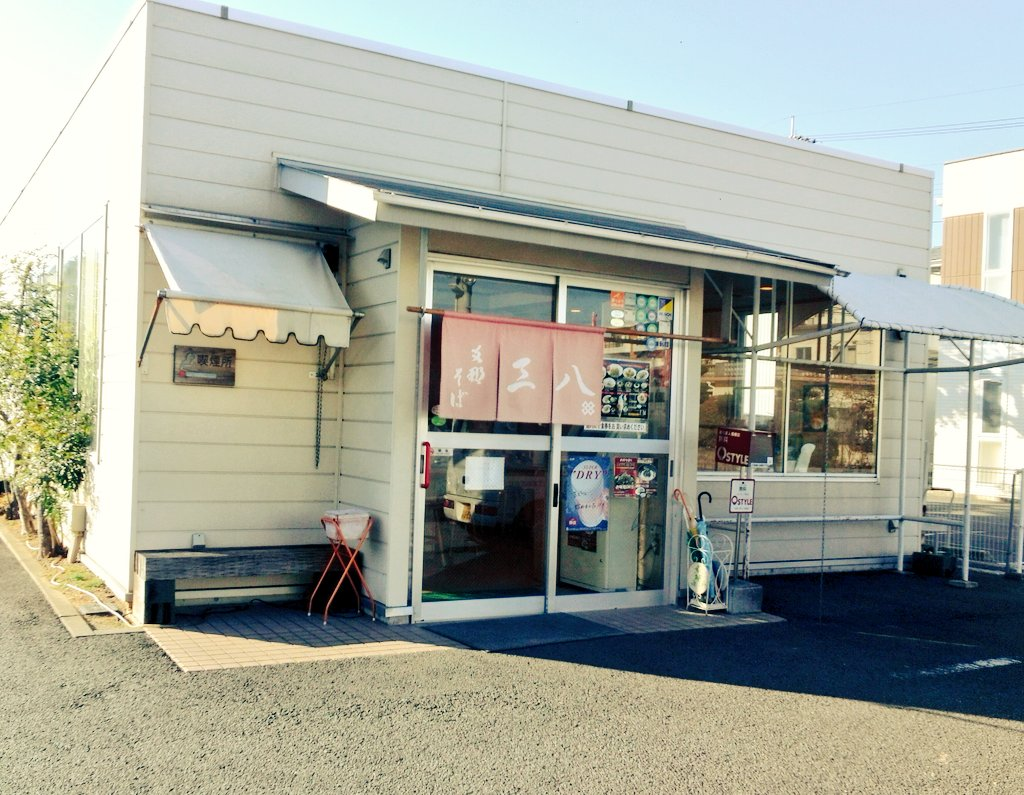
三八田宮店（北田宮）

- 1970年（昭和45年）09月 - 鳴門市に三八本店を創業。
- 1973年（昭和48年） - 会社設立。
- 1978年（昭和53年） - 三八斉田店が開業。
- 2005年（平成17年） - 徳島市初進出である三八田宮店を開業。
- 2009年（平成21年） - 徳島駅前店が開業。

## 店舗
- 田宮店（徳島市北田宮）
- 斉田店（鳴門市撫養町斎田）
- 黒崎店（鳴門市撫養町黒崎）
- 徳島駅前店（徳島市元町 アミコ専門店街1F）